# Syropetrova
Syropetrova là một chi bướm đêm thuộc phân họ Olethreutinae trong họ Tortricidae.

## Các loài
- Syropetrova viridis Diakonoff, 1970